# Eupnoi
Sous-ordre
Les Eupnoi sont un sous-ordre d'opilions. Les 1800 espèces connues sont classées dans six familles actuelles.

## Liste des familles
Selon World Catalogue of Opiliones (24/04/2021) :
- Caddoidea Banks, 1893
  - Caddidae Banks, 1893
- Phalangioidea Latreille, 1802
  - Globipedidae Kury & Cokendolpher, 2020
  - Neopilionidae Lawrence, 1931
  - Phalangiidae Latreille, 1802
  - Protolophidae Banks, 1893
  - Sclerosomatidae Simon, 1879
  - † Kustarachnidae Petrunkevitch, 1949
  - famille indéterminée
    - Hesperopilio Shear, 1996
    - Mitopiella Banks, 1930
    - † Cheiromachus Menge, 1854
    - † Petrunkevitchiana Mello-Leitão, 1937
- super-famille et famille indéterminée
  - † Brigantibunum Dunlop & Anderson, 2005
  - † Daohugopilio Dunlop, Huang & Selden, 2009
  - † Macrogyion Garwood, Dunlop, Giribet & Sutton, 2011

## Publication originale
- Hansen & Sørensen, 1904 : On Two Orders of Arachnida : Opiliones, Especially the Suborder Cyphophthalmi, and Riniculei, Namely the Family Cryptostemmatoidea. Cambridge University Press, Cambridge, p. 1–174 , (texte intégral)